# Oxytropis crassiuscula
Oxytropis crassiuscula är en ärtväxtart som beskrevs av Antonina Georgievna Borissova. Oxytropis crassiuscula ingår i släktet klovedlar, och familjen ärtväxter. Inga underarter finns listade i Catalogue of Life.